# Zemětřesení v Afghánistánu 2016
Zemětřesení v Afghánistánu v roce 2016 bylo zemětřesení o síle 6,6 stupně, které udeřilo 10. dubna ve vzdálenosti 39 km západojihozápadně od Aškašamu v hloubce 210,4 km. Otřesy měly maximální intenzitu V (střední). Při zemětřesení zemřelo 6 lidí. Otřesy otřásly Péšávarem, Čitrálem, Svátem, Gilgitem, Fajsalábádem a Láhaurem. Oblast Himálaje je jednou z nejaktivnějších seismických oblastí na Zemi. Otřesy byly pociťovány v Dillí, v oblasti národního hlavního města, Kašmíru a Uttarákhandu. V Dillí, vzdáleném asi 1 000 km od epicentra, bylo dočasně zastaveno metro.
Dosud byly pocítěny 2 následné otřesy o magnitudě 4,1 a 4,2. Kromě toho bylo cítit nejméně 10 předtřesů, přičemž největší měl 8. dubna 2016 magnitudu 4,5.